# Adriaen van Ostade
Adriaen van Ostade (10. prosince 1610, Haarlem – 2. května 1685, Haarlem) byl nizozemský malíř a rytec, řazený obvykle k baroku.
Narodil se v rodině tkalce. Malířství se vyučil u Franse Halse v rodném Haarlemu, a tam se také stal členem cechu sv. Lukáše a živil se po zbytek života jako řemeslný malíř. Malířský cech v Haarlemu několik let i vedl (1647, 1661–1662). Od svých současníků se lišil tím, že krom olejomaleb se hodně věnoval i akvarelu. Po jeho smrti jeho obrazy rozprodal Ostadeův přítel Jan Vermeer. Zachovalo se přes 800 obrazů, řada z nich byla zakoupena k výzdobě Buckinghamského paláce v Londýně.
K jeho nejznámějším žákům patří jeho bratr Isaack van Ostade, Cornelis Bega a patrně i Jan Steen.
Jeho doménou byly žánrové obrázky, na nichž byli většinou rolníci – na poutích, v hospodách i při práci. V tom se podobal svému spolužáku Adriaenu Brouwerovi, přičemž stejně jako u něj časem v Ostadeových malbách přibývalo grotesknosti. V závěru života se navíc přeorientoval na rolnické výjevy z krajiny, zatímco v raných dílech převládaly interiéry.